# Neocoelidia pulchella
Neocoelidia pulchella är en insektsart som beskrevs av Ball 1909. Neocoelidia pulchella ingår i släktet Neocoelidia och familjen dvärgstritar. Inga underarter finns listade i Catalogue of Life.